# Monti di Kremnica
I Monti di Kremnica (in slovacco Kremnické vrchy, in ungherese Körmöci-hegység) sono un massiccio montuoso della Slovacchia centrale. Fanno parte dei Monti Slovacchi Centrali, nei Carpazi occidentali.